# Schulsprache
Als Schulsprache oder Unterrichtssprache bezeichnet man die Sprache, die an Schulen verwendet wird. An Hochschulen wird die Unterrichtssprache auch Lehrsprache genannt.

## Schulsprache und Muttersprache
Oft ist die Schulsprache identisch mit der Sprache der jeweiligen lokalen Bevölkerung. Es gibt allerdings auch viele Fälle, wo dies nicht so ist. Gründe dafür können sein:
- zu kleine Schülerzahl (vor allem bei Minderheitensprachen ein Problem)
- zu wenig geeignetes Lehrpersonal
- fehlender Wortschatz (etwa für wissenschaftlich-technische Begriffe)
- Schriftlosigkeit
- geringes Prestige (Eltern wollen nicht, dass ihre Kinder diese Sprache lernen)
- geringer politischer Status (Bevorzugung anderer Sprachen)
- wirtschaftliche Situation (Armut, Handelssprachen)

Der Staat nimmt dabei eine wesentliche Rolle ein, da das Schulsystem (und damit die Schulsprachen) durch Gesetzgebung geregelt wird. Dies kann von gezielter Förderung, selbst kleiner Sprachen, bis hin zu massiver Unterdrückung reichen.
Selbst massive Förderung durch den Staat kann jedoch den Niedergang einer Sprache als Schulsprache nicht immer verhindern. Beispiel hierfür ist das Irisch-Gälische: Als Nationalsprache hat das Irisch-Gälische in der Republik Irland den Status einer landesweiten Schul- und Amtssprache. Es gibt zudem besondere Schutzgebiete, die Gaeltachtaí. 1922 wurde das Irische als Pflichtfach an allen Schulen des damaligen Freistaats Irland eingeführt. Trotzdem ist die Zahl der irischen Muttersprachler bis auf ca. 60.000 gesunken.

## Verbreitung
In den meisten Ländern gibt es wenigstens eine Sprache, die als Hauptlandessprache Amts- und auch Schulsprache in allen Landesteilen gilt. Viele Länder erkennen darüber hinaus auch andere Sprachen als Schulsprache an. So ist etwa in Teilen der Lausitz neben Deutsch auch Sorbisch Schulsprache.
Welche Sprache lokal, regional oder landesweit als Schulsprache anerkannt wird, ist oft ein großes Politikum. Als Beispiel sei hier die Abschaffung des Albanischen an den Hochschulen zugunsten des Serbischen im Kosovo während der Ära Slobodan Milošević genannt, obwohl die Albaner dort die weit überwiegende Bevölkerungsmehrheit stellen.

## Verwendung im Unterricht
Im günstigsten Fall ist eine Sprache in allen Fächern von den Vorschulen bis in die Hochschulen hinein präsent. 
Schrift ist (von den Vorschulen evtl. abgesehen) die Grundlage fast jeden Schulfaches. Das Erlernen des Lesens und Schreibens hat deshalb meist besondere Priorität. Besonderer Wert wird in der Regel auf die Hauptlandessprache gelegt. Minderheitensprachen werden oft nur als (freiwilliges) Zusatzfach angeboten.
Wo Schulen für die Angehörigen von Minderheiten existieren, ist die Situation oft umgekehrt. Die Minderheitensprache ist allgemeine Schulsprache, die Hauptlandessprache Zusatzfach, dass dann allerdings eher Pflichtfach ist, so wie im Falle des dänischen Schulwesens in Südschleswig oder der sorbischen Schulen.
Bei kleineren Minderheiten, die auch keine lokalen oder regionalen Mehrheiten bilden, beschränkt sich das Angebot oft auf die allgemeinbildenden Schulen, während an weiterführenden Schulen und Hochschulen die Hauptlandessprache dominiert.
Das Bestreben, Unterricht in der jeweiligen Muttersprache abzuhalten, hat manche Sprachen deutlich verändert. So mussten manche Sprachen (etwa viele Papua-Sprachen) überhaupt erst verschriftlicht werden. Bei anderen Sprachen stellte sich die Frage, welche Sprachform überhaupt unterrichtet werden sollte (Problem der Standardisierung von Grammatik, Lautstand, Rechtschreibung). Beispiel hierfür ist die Auseinandersetzung um die verschiedenen Varianten des Norwegischen.